# Oficina de la Guardia Nacional
La National Guard Bureau (en español: Oficina de la Guardia Nacional) es la agencia federal responsable de la administración de la National Guard Bureau establecida por el Congreso de los Estados Unidos como una oficina conjunta del Departamento del Ejército y el Departamento de la Fuerza Aérea. Fue creada por la Ley de Milicias de 1903. La Ley de Autorización de Defensa Nacional para el año fiscal 2008, elevó a la Guardia Nacional a una función conjunta del Departamento de Defensa de los Estados Unidos. La NDAA de 2007, del año anterior, elevó al jefe de la Oficina de la Guardia Nacional de teniente general a general de cuatro estrellas.